# Пиопи I
 Мерира Пиопи I (Пе́пи I) — фараон Древнего Египта, правивший приблизительно в 2310 — 2260 годах до н. э., из VI династии.
Сын Тети и царицы Ипут, которая по мнению некоторых исследователей, была дочерью Униса, последнего фараона предыдущей династии. Его продолжительное правление стало одним из последних периодов расцвета Египта второй половины Древнего царства. Памятники времени его царствования, большие и малые, рассеяны по всему Египту и служат ярким доказательством, что Пиопи I был полновластным властелином Египта от первых порогов до берегов Средиземного моря и что везде именем его производились работы, имевшие целью увековечить его имя.

## Правление

### Восхождение на престол и продолжительность правления
Согласно Манефону, Пиопи I, который у того назван Фиосом (др.-греч. Φίος), правил 53 года. Туринский папирус, вероятно, говорит о 20 годах правления этого фараона. Имена царей VI династии в этом списке сильно повреждены и не читаемы, сохранилась только длительность их правления. Отношение этих периодов правления к фараонам довольно условно и зиждется только на основе порядка следования царей, известного из других списков, а именно Абидосского списка фараонов, где он упомянут под своим тронным именем Мерира (№ 36), и Саккарского списка, где он значится под своим личным именем Пиопи (№ 34).
Кроме того, принимается во внимание, что Пиопи I одним из тронных имён которого было Мерира, мог быть здесь спутан со своим сыном фараоном Меренра I, которому Туринский список приписывает, вроде как, 44 года правления, что для последнего является явно завышенным сроком. Тут возможны ошибки, как составителей списка, так и последующих копировальщиков, а, возможно, и современных исследователей, пытающихся собрать воедино этот документ, развалившийся на множество мелких частей.
Самая поздняя известная дата правления Пиопи I — год 25-го подсчёта скота, известный из надписи в каменоломнях Хатнуба. Обычно в период Древнего царства этот подсчёт крупного рогатого скота с целью взимания налогов производился раз в два года, но проблема заключается в том, что подсчёт иногда производился и каждый год, а к концу указанного периода, то есть ко времени правления Пиопи I, даже более вероятно, что он проводился один раз в год. Если принять, что подсчёт проходил раз в два года, то царствование Пиопи I длилось не менее 50 лет, что хорошо согласуется с данными Манефона. В любом случае правление этого фараона было никак не менее 25 лет.
Видимо, Пиопи I взошёл на престол очень рано, примерно в возрасте около 20 лет, после насильственной смерти своего отца Тети и какое-то время правил под регентством своей матери. Возможно, что между ним и его отцом короткое время царствовал фараон Усеркара, упоминаемый Абидосским списком царей. Может быть, этот Усеркара был вождём заговорщиков, убивших его отца. Вероятно, в борьбе с узурпатором Усеркара Пиопи I и его матери пришлось искать поддержку у провинциальной знати и даже пойти им на уступки, передав часть своих властных полномочий областеначальникам. Похоже он считал себя законным правителем со времени смерти своего отца и поэтому проигнорировал факт царствования узурпатора Усеркара в течение 6 лет, начав отсчитывать годы собственного правления с момента убийства Тети. Точно так же фараон XVIII династии Хоремхеб не придавал значения периодам царствования своих предшественников и датировал своё восшествие на престол моментом смерти того царя, которого считал законным. В надписи, обнаруженной в каменоломне Хатнуба, где добывали алебастр, говорится о работах по добыче камня, проведённых в правление Пиопи Мерира, «в году 25-го раза [счёта]», который одновременно являлся «годом первого раза юбилея». При этом на Синае и в Вади-Хаммамат были найдены надписи, описывающие экспедиции в эти районы во времена того же правления. Они датируются «годом после 18-го [счёта]», который являлся одновременно годом «первого раза юбилея». Упоминание о царском юбилее в каждом случае доказывает, что год после 18-го «счёта» в одной системе счисления совпадал с 25-м «счётом» в другой системе. Думается, это доказывает, что Пиопи действительно считал себя законным правителем в течение всех 6 лет пребывания у власти его предшественника. И хотя некоторые официальные записи отсчитывают годы с момента его восшествия на престол, другие считают их со смерти отца.

### Имена фараона
Имя этого фараона писалось при помощи двух знаков p и двух знаков j. Обычно его читают как Пепи, однако Манефон именует этого царя Фио(сом) или Фиоп(сом). В его время p смягчилось и превратилось в ph. Следовательно, лучше всего следовать за его транскрипцией и именовать царя Пиопи, а не Пепи. Взойдя на престол, он принял в качестве тронного имени, то есть царя Верхнего и Нижнего Египта, имя Мерира, «Любимый [богом] Ра». Перед своим именем Пиопи добавлял титул «Сын солнечного бога Ра», так же как Тети и его предшественники, расположив к себе благодаря этому жречество Гелиополя. В качестве Хорового имени он принял имя Меритауи, «Любимый Обеими землями», а в качестве небти имени он называл себя Мерихет, «Любимый обществом».
| G5 |

| G5 |

| U6 | M17 | M17 | N17 · N18 |

| U6 | M17 | M17 | N17 · N18 |

| G16 |

| G16 |

|  |

|  |

|  |

|  |

|  |

|  |

|  |

|  |

|  |

|  |

|  |

|  |

|  |

|  |

|  |

|  |

|  |

|  |

|  |

|  |

|  |

|  |

|  |

|  |

|  |

|  |

|  |

|  |

|  |

|  |

|  |

|  |

| G8 |

| G8 |

| G5s · G5s · G5s · S12 |

| G5s · G5s · G5s · S12 |

| nswt&bity |

| nswt&bity |

| G5 | F35 | V18 |

| G5 | F35 | V18 |

| G5 | F35 | V18 |

| G5 | F35 | V18 |

| G5 | F35 | V18 |

| G5 | F35 | V18 |

| G5 | F35 | V18 |

| G5 | F35 | V18 |

| N5 | U6 | M17 | M17 |

| N5 | U6 | M17 | M17 |

| N5 | U6 | M17 | M17 |

| N5 | U6 | M17 | M17 |

| N5 | U6 | M17 | M17 |

| N5 | U6 | M17 | M17 |

| N5 | U6 | M17 | M17 |

| N5 | U6 | M17 | M17 |

| G39 | N5 |

| G39 | N5 |

| Q3 | Q3 | M17 | M17 |

| Q3 | Q3 | M17 | M17 |

| Q3 | Q3 | M17 | M17 |

| Q3 | Q3 | M17 | M17 |

| Q3 | Q3 | M17 | M17 |

| Q3 | Q3 | M17 | M17 |

| Q3 | Q3 | M17 | M17 |

| Q3 | Q3 | M17 | M17 |

| G39 | N5 | Q3 · Q3 | M17 | M17 |

| G39 | N5 | Q3 · Q3 | M17 | M17 |

| G39 | N5 | Q3 · Q3 | M17 | M17 |

| G39 | N5 | Q3 · Q3 | M17 | M17 |

| G39 | N5 | Q3 · Q3 | M17 | M17 |

| G39 | N5 | Q3 · Q3 | M17 | M17 |

| G39 | N5 | Q3 · Q3 | M17 | M17 |

| G39 | N5 | Q3 · Q3 | M17 | M17 |

| B23B | V30 · X1 | O28 | N35 · X1 · O49 | G39 | Q3 · Q3 | M17 | M17 |

| B23B | V30 · X1 | O28 | N35 · X1 · O49 | G39 | Q3 · Q3 | M17 | M17 |

| B23B | V30 · X1 | O28 | N35 · X1 · O49 | G39 | Q3 · Q3 | M17 | M17 |

| B23B | V30 · X1 | O28 | N35 · X1 · O49 | G39 | Q3 · Q3 | M17 | M17 |

| B23B | V30 · X1 | O28 | N35 · X1 · O49 | G39 | Q3 · Q3 | M17 | M17 |

| B23B | V30 · X1 | O28 | N35 · X1 · O49 | G39 | Q3 · Q3 | M17 | M17 |

| B23B | V30 · X1 | O28 | N35 · X1 · O49 | G39 | Q3 · Q3 | M17 | M17 |

| B23B | V30 · X1 | O28 | N35 · X1 · O49 | G39 | Q3 · Q3 | M17 | M17 |

| Ba15s · X1 · Ba15as · U15 | V30 · O28 · W24 · O49 | Ba15 | O10 | Ba15a | V30 · X1 | O28 | N35 · X1 · O49 | G39 | Q3 | Q3 | M17 | M17 |

| Ba15s · X1 · Ba15as · U15 | V30 · O28 · W24 · O49 | Ba15 | O10 | Ba15a | V30 · X1 | O28 | N35 · X1 · O49 | G39 | Q3 | Q3 | M17 | M17 |

| Ba15s · X1 · Ba15as · U15 | V30 · O28 · W24 · O49 | Ba15 | O10 | Ba15a | V30 · X1 | O28 | N35 · X1 · O49 | G39 | Q3 | Q3 | M17 | M17 |

| Ba15s · X1 · Ba15as · U15 | V30 · O28 · W24 · O49 | Ba15 | O10 | Ba15a | V30 · X1 | O28 | N35 · X1 · O49 | G39 | Q3 | Q3 | M17 | M17 |

| Ba15s · X1 · Ba15as · U15 | V30 · O28 · W24 · O49 | Ba15 | O10 | Ba15a | V30 · X1 | O28 | N35 · X1 · O49 | G39 | Q3 | Q3 | M17 | M17 |

| Ba15s · X1 · Ba15as · U15 | V30 · O28 · W24 · O49 | Ba15 | O10 | Ba15a | V30 · X1 | O28 | N35 · X1 · O49 | G39 | Q3 | Q3 | M17 | M17 |

| Ba15s · X1 · Ba15as · U15 | V30 · O28 · W24 · O49 | Ba15 | O10 | Ba15a | V30 · X1 | O28 | N35 · X1 · O49 | G39 | Q3 | Q3 | M17 | M17 |

| Ba15s · X1 · Ba15as · U15 | V30 · O28 · W24 · O49 | Ba15 | O10 | Ba15a | V30 · X1 | O28 | N35 · X1 · O49 | G39 | Q3 | Q3 | M17 | M17 |

### Поход на Синайский полуостров
Утвердившись на троне, Пиопи I приступил к завоевательным походам. О военном проникновении египтян на Синайский полуостров при Пиопи I говорят изображение и надпись этого царя, сохранившиеся на скалах в Вади-Магара. На рельефе изображены фараон Пиопи I, совершающий церемонию торжественного бега, а затем сцена триумфа царя над поверженным врагом-азиатом. Надпись, помещённая тут же, гласит:

«Царь Верхнего и Нижнего Египта, Владыка двух диадем, Мерира Мерихет, дарующий жизнь во веки, Хор, любимый в Обеих Землях. Первый случай празднования Сед. Передача поля [земли]. Защита жизни позади его… Благой бог, владыка двух стран, Пиопи, Хор… дарующий всякую жизнь. Великий бог, побеждающий все страны Ментиу».
Эту экспедицию сопровождал военный отряд во главе с несколькими капитанами кораблей, начальниками новобранцев и под общим командованием «начальника войска Ибду, сына начальника воинов Мери-Ра-анх».

### Подчинение Нубии
Надпись в области Томаса говорит нам о походе Пиопи I в Нубию, вплоть до второго порога, «для открытия стран Уауата». В Нубии он настолько укрепил свою власть, что местные племена (ирерчет, маджаи, уауат, каау и другие) были обязаны в случае войны выставлять вспомогательные отряды для его армии.

### Деятельность вельможи Уны
В своей биографической надписи вельможа Уна рассказывает, что царь Пиопи I назначил его одним из младших жрецов своей пирамиды, а через некоторое время фараон сделал его судьёй, и вскоре Уна смог с гордостью заявлять, что он был тем, кто «слышал» о самых личных делах царя, сидя рядом с визирем, поскольку фараон любил его больше других придворных. Позднее его назначили главным начальником царских слуг, и в этой должности, как он сообщает, Уна осуществлял все придворные функции, организовывал все путешествия фараона и выполнял все его приказы.
Царь сделал его своим наперсником, и когда случился скандал в царском гареме, Уна выразился так: «Велось дело в царском женском доме против жены царя Уретхетес [?] в тайне. Его величество велел мне спуститься [?], чтобы вести одному допрос, причём не было там ни одного главного судьи — верховного сановника, ни одного [другого] сановника, кроме меня одного, так как я пользовался расположением и был угоден его величеству и так как его величество полагался на меня. Это я вёл запись наедине с одним судьёю и устами Нехена, причём должность моя была [только] начальника дворцовых слуг. Никогда раньше человек моего положения не слушал тайного дела царского женского дома, но его величество велел мне слушать, так как я пользовался расположением его величества больше, чем любой другой его сановник, больше, чем любой другой его вельможа, больше, чем любой другой его слуга».
Уна стал заслуживающим доверия слугой и другом фараона. С этого времени и до самой своей смерти Пиопи использовал его организаторские способности в ряде военных компаний. Уна рассказывает: «Его величество отражал азиатов-бедуинов. Его величество набрал войско из многих десятков тысяч во всём Верхнем Египте, от Абу (Элефантины) на юге до Дебу (Афродитополя) на севере, в Нижнем Египте, в западной и восточной половине Дельты на всём их протяжении, в крепости [?], в крепостях, у нубийцев Ирерчет, нубийцев Меджа, нубийцев Иама, нубийцев Уауат, нубийцев Каау и в стране ливийцев».
Это войско фараон отправил под командованием Уны для защиты от набегов бедуинских племён херуиша (букв. «те, кто на песке») Синайского полуострова и пустынных районов Южной Палестины. Поход окончился полным успехом. Ниже приведена победная песня воинов Уны:
Это войско вернулось благополучно,

разворотив страну бедуинов.

Это войско вернулось благополучно,

разорив страну бедуинов.

Это войско вернулось благополучно,

снеся её крепости.

Это войско вернулось благополучно,

срубив её смоковницы и виноград.

Это войско вернулось благополучно,

зажёгши огонь во всех её домах

Это войско вернулось благополучно,

перебив в ней отряды в числе многих десятков тысяч.

Это войско вернулось благополучно,

[захватив] в ней пленными премногие [отряды].

Его величество хвалил меня за это чрезвычайно.
Затем Уна сообщает, что пять раз оставшиеся в живых «жители пустыни» предпринимали попытки восстать, и пять раз он отправлялся в их страну во главе армии, чтобы запугать и усмирить их. Это могло быть почти ежегодной демонстрацией силы, которая проводилась во время прохладного сезона в течение всех лет до конца правления Пиопи. Перед самой смертью фараона племя, населявшее территорию к северу от страны Хериуша, начало военные действия. Уна разделил войско, часть его следовала сухопутным путём, а часть была посажена на корабли.
Двигаясь на север вдоль берега Южной Палестины, и атакуя и с суши и с моря, Уна преследовал бедуинов вплоть до Палестинских холмов, расположенных намного севернее страны Хериуша, где он вторгся во владения оседлого населения, возделывающего смоковницы и виноград, и захватил там много пленных. Это подтверждается находкой скарабея эпохи VI династии южнее Иерусалима, в слоях, отвечающих Древнему царству. В отчёте Уны сказано, что он достиг «Носа Антилопы», что может соответствовать мысу Кармель.
Всё же военные экспедиции, снаряжённые при Пиопи I в Южную Палестину, не принесли Египту сколько-нибудь заметного влияния в регионе и скорее свидетельствуют о попытках фараона укрепить свои границы, нежели о желании покорить восточные земли.

### Расширение торговых отношений
Эти войны имели своей целью укрепить экономическое и политическое господство египтян в соседних странах. Поэтому вполне естественно, что они сопровождались широкой внешней торговлей. Египтяне устанавливают прочные торговые связи с прибрежными городами Сирии и, главным образом, с Библом (егип. Кебен).
О наличии торговых взаимоотношений между Египтом и Библом говорят египетские предметы, найденные в развалинах Библа во время раскопок этого города. Среди этих предметов есть статуэтки и сосуды, с именем фараона Пиопи I, а в Бейрутском музее хранится ныне барельеф, очевидно, также происходящий из Библа. Этот барельеф из белого известняка изображает фараона Пиопи I (правда, возможно, это Пиопи II), приносящего жертву богу и богине. Помещенная тут же надпись содержит эпитеты царя: «любимый Хатхор, владыка Библа». Памятник с именем Пиопи I обнаружен в развалинах древней Эблы — города, вероятно, служившего перевалочным пунктом для торговцев лазуритом.
Большое внимание уделял Пиопи I караванной дороге, ведшей из Коптоса по руслу высохшего потока Вади-Хаммамат к берегу Красного моря, которая имела громадное экономическое и военное значение. По этой дороге в эпоху VI династии шли многочисленные и большие караваны, снаряженные за камнем, за рудой и за другими видами сырья. Эта дорога связывала Египет с побережьем Красного моря, откуда открывались дальнейшие морские пути на Синайский полуостров, в Аравию и в области восточной Африки (Пунт). На скалах Вади-Хаммамата сохранилась надпись, относящаяся ко времени Пиопи I:

«Год после 18-го [счисления], третий месяц 3-го сезона, 27-й день царя Верхнего и Нижнего Египта Мерира [Пиопи I], живущего вечно. Первое празднование торжества Сэд. Царская экспедиция, проведенная начальником всех работ царя, единственным другом, царским строителем, состоящим при Двойном доме Мерирамерптаханх, его сыном, жрецом, херихебом, Мерирамерптаханх, с казначеем бога Ихи, Иху [привезли]. Помощники мастеров: Птахун, Хирхун, Кар… и Нефери, Чечи. Царские знакомцы, начальники строителей: Метенсу, Чечи, Унхи».
Судя по наличию в составе этой экспедиции ряда специалистов строительного дела, экспедиция была снаряжена в Вади-Хаммамат с целью производства каких-либо строительных работ весьма важного военного значения.

### Строительные работы
Страна в этот период процветала, и повсюду строились огромное количество сооружений. В Танисе и Бубастисе в Дельте были обнаружены остатки храмовых ворот, датируемых этим правлением. Плиний сообщает, что фараон установил обелиск в Гелиополе. Царь восстановил храм в Абидосе, и здесь были обнаружены не только множество каменных блоков, но и сосуды, таблички и разные другие предметы. Он заново построил храм богини Хатхор в Дендере, если можно положиться на надпись, относящуюся к последующему периоду. В ней сообщается, что во времена его правления в царских архивах был обнаружен начертанный на шкуре план древнего, о впоследствии разрушенного храма, возведённого здесь ещё царём Хеопсом. Благодаря ему фараон Пиопи смог его отстроить в первозданном виде. В память об этом событии он носил титул «Возлюбленный Хатхор из Дендеры». Культ фараона Пиопи I поддерживался в этом храме даже на рубеже нашей эры — то есть 2300 лет спустя.
В Коптосе фараон восстановил или же расширил храм местного бога Мина и, вероятно, провёл разнообразные работы в Нехене (Иераконполе). На острове Элефантина чуть ниже первого порога Нила был обнаружен гранитный наос периода правления Пиопи I. Все эти памятники практически не сохранились до нашего времени.
Ещё о царствовании Пиопи I, из надписи в гробнице Беба, известно, что он основал большой город, назвав его своим именем. Лежал он в Среднем Египте, но местоположение его совершенно неизвестно; неизвестно также, не изменилось ли его название в какое-нибудь из нам известных в последующие времена.
В правление Пиопи I продолжали разрабатываться алебастровые копи в Хатнубе, располагающихся близ Тель-эль-Амарны в Среднем Египте, о чём свидетельствует отчёт губернатора Юга, бывшего в то же время «великим владыкой Заячьего нома», исполнявшего там трудное поручение для Пиопи. Как уже говорилось, велись работы и в каменоломнях Вади-Хаммамата в Восточной пустыне, где добывали самую красивую брекчию. С Синая привозили медь и малахит. Также надписи были обнаружены в районе Нехеба (Эль-Каба) — там, где начинается дорога к золотым копям, в Сильсиле — священном месте, где Нил течёт через узкое ущелье, на Элефантине, на острове Сехель, располагавшемся посреди бушующих вод первого порога, а также в Томосе в Нижней Нубии близ южного конца пути, идущего через пустыню от Элефантины.
Большое внимание уделялось и ирригационной системе. Царский строитель Мерирамерптаханх (Маи-Риа-маи-Птах-анхи) в своем жизнеописании повествует, что царь Пиопи I посылал его рыть протоки: один — в Низовье, другой — в срединной части Верхнего Египта. Поскольку до того речь шла о хозяйственных постройках, сооруженных сановником в той же местности Низовья, оба протока были выкопаны скорее всего для сельскохозяйственных нужд, а не для облегчения судоходства. Однако поддержание оросительной системы на должном уровне было возложено не на всё население Египта. Так в льготной грамоте Пиопи I одному при-пирамидному городу запрещено привлекать каких-либо его жителей к копанию некоего водоема.

### Семья
«Великой царской супругой» была дама по имени Иамтес (Уретхетес). Похоже, она была его первой женой, однако, как мы это знаем из «Автобиографии вельможи Уны», из-за семейного скандала её отдали под суд. И хотя решение суда неизвестно, можно предположить, что она лишилась своего статуса. Второй супругой, видимо занявшей её место, стала Анхнес-пиопи («Живёт она для Пиопи») или же Анхнес-мерира («Живёт она для Мерира»; Мерира — тронное имя фараона Пиопи). Тот факт, что имя фараона Мерира Пиопи образовывало часть её имени, может свидетельствовать, что она родилась во время его правления. Включение царского имени в имена родившихся в его времена детей было обычным делом. Анхнес-мерира могла появиться на свет в 1-й или 2-й год после его восшествия на престол. Его супругой она стала, возможно, на 13-м или 14-м году его царствования, когда ей было примерно 12 или 13 лет — в этом возрасте девушки обычно выходили замуж в Древнем Египте. Её отцом был князь Хуи, а матерью — госпожа Небет. У неё была сестра, и, возможно, они были двойняшками. По египетскому обычаю им дали одинаковые имена. Также у неё был брат Джау, который впоследствии стал чати (визирем). Все эти сведения были написаны на стеле, обнаруженной в Абидосе, где также сказано, что семья происходила из Тинитского нома, в котором располагался этот город. Молодая царица подарила фараону сына, названного Немтиемсаф. Царица Анхнес-мерира, вероятно, умерла вскоре после рождения сына, после чего фараон Мерира Пиопи женился на её сестре, носившей такое же имя — Анхнес-мерира II. Эта царица также подарила ему сына, названного Пиопи II, которому было 2 года, когда умер его отец, и всего 6 лет, когда он унаследовал трон после смерти своего старшего сводного брата.

### Упадок царской власти
Несмотря на все эти успехи, царская власть при Пиопи I не была уже достаточно прочной. Большинство египтологов считает, что его власть в значительной степени была ограничена влиятельными вельможами и жречеством. Надписи его царствования наглядно отражают растущую независимость и благосостояние областных вельмож, прежде всего, номархов, которые в это время образовывают крупные родовые группы, по своему богатству и престижу конкурировавшие даже с царским домом. Внутренняя нестабильность в государстве была осложнена и заговорами в самом царском дворе, о чём может говорить суд над царицей Иамтес, по-видимому, замешанной в каких-то дворцовых интригах. Есть также упоминание о двух лжецарях.
О попытках Пиопи I найти среди провинциальной знати поддержку своей пошатнувшейся власти может свидетельствовать и факт его женитьбы на двух дочерях номарха VIII-го верхнеегипетского (Тинисского) нома Хуи.
Бурный рост строительной деятельности по всей территории Египта, также могут служить доказательством усиления номархов. Ведь каждый номарх, являясь кем-то вроде вассала фараона, управлял своим номом и был лично заинтересован в его процветании, разрастании городов, расширении храмов и развитии различных производств.

## Поминальный комплекс
Свою пирамиду Пиопи I разместил в Саккара, причём не рядом со ступенчатой пирамидой Джосера в Северном Саккара, где располагались пирамиды его предшественников Униса и Тети, а в нескольких километрах к югу, в Южном Саккара, где уже была построена пирамида Джедкара Исеси. Погребальный комплекс Пиопи I получил название Мен-нефер, «Хорошо установленная» (или иногда «Мерира хорошо установлен»). Он был выстроен недалеко от храма главного бога города Мемфиса Птаха. Постепенно это название перешло, сначала на храм, а потом и на сам город — столицу Древнего царства, по преданию основанный легендарным Менесом и носившим первоначально название Инебу-хедж («Белые стены»). Название Мен-нефер впоследствии было транскрибировано греками как Мемфис, под каким именем этот город и известен в настоящее время.
Ныне пирамида Пиопи I сильно разрушена, ибо её в течение веков использовали как каменоломню; её руины почти ничем не отличаются от окрестных барханов. Добытчикам камня даже удалось через верх добраться до её погребальной камеры. Ширина её основания ныне не превышает 70 м (первоначально основание было около 80×80 м), а высота — 12 м. Интересно, что для её постройки использовались блоки уже лежавших в руинах старых мастаб. У пирамиды мегалитический нижний ярус, выстроенный с использованием сложных технологий, и примитивная куча щебня вверху. Облицовка имеет многочисленные прямоугольные заплаты — следы ремонта. Храм возле пирамиды также имеет явные признаки древнего ремонта: вместе без всякой системы собраны блоки из совершенно разного материала — гранита, известняка, алебастра.
С этой пирамидой связано одно из наиболее волнующих событий в истории египтологии. Мариетт, чьи раскопки на территории Саккары привели к множеству знаменитых открытий, в противоположность своему коллеге Масперо, был убеждён в том, что пирамиды не содержат никаких надписей. В начале 1880 года он добился от французского правительства кредитов для открытия одной из пирамид Саккары с целью изучения её погребальных помещений. Мариетт выбрал пирамиду, отмеченную номером 5 на плане Перринга. В мае 1880 года ему удалось проникнуть в погребальные камеры Пиопи I, стены которых покрыты надписями. Мариетт полагал, что имеет дело с мастабой, а не с пирамидой.Тем не менее он послал эстампажи этих текстов в Париж Масперо, не уточняя места их происхождения. Масперо понял, что эти надписи относятся к пирамиде Пиопи I. Мариетт по-прежнему не был в этом убежден, настаивая на своей теории «безгласных пирамид». В декабре 1880 года Бругш принёс больному Мариетту новость о том, что удалось добраться до погребальных помещений соседней пирамиды Меренра, в которых также были найдены надписи. Так, уже на смертном одре, Мариетт убедился в справедливости точки зрения Масперо: пирамиды могли содержать надписи. Таким образом пирамида Пиопи I была первой пирамидой, где были впервые обнаружены «Тексты пирамид». Отдельные части «Текстов пирамид» из этой гробницы хранятся во многих музеях мира. 
Внутреннее строение пирамиды повторяет план пирамид Униса и Тети. Однако, в её сердабе нет ниш. Пирамида была ограблена ещё в древности. Грабители проникли в царскую усыпальницу, открыли саркофаг из чёрного базальта и разрушили мумию фараона. Когда в 1881 году пирамиду расчищали, было найдено несколько фрагментов тела, однако принадлежали ли они Пиопи I, доподлинно неизвестно. В погребальной камере, в небольшом углублении пола, был обнаружен ковчег из розового гранита для каноп, всё ещё содержавший один из четырёх алебастровых сосудов с забальзамированными царскими внутренностями.
Верхний храм, большая часть кладовых которого сохранилась на двух уровнях, был полностью раскопан, как и юго-восточный угол внутреннего массива пирамиды. В конце 80-х годов были открыты две пирамиды цариц, в которых также надеялись найти тексты, однако значительно интереснее результатов оказались способы исследования этих памятников. Эти значительно поврежденные сооружения никаких надписей не содержали. Что до методов исследования, то, вместо того, чтобы наугад расчищать гигантские массы песка, археологи обратились к инженерам службы исследований EDF (Electricite de France), которые провели вокруг пирамиды разведывательные работы, используя геофизические приемы исследования поверхности. В зависимости от удельного сопротивления почвы были выбраны три приоритетных направления раскопок: первый зондаж выявил мастабу, а два остальных, проведенных к югу от царской гробницы, показали наличие там двух сильно разрушенных пирамид. Раскопки этих памятников и их заупокойных храмов привели к обнаружению третьей пирамиды, а во время сезона 1989–1990 годов на найденном дверном косяке прочли имя Нубунет — одной из жен Пиопи I.

## Статуи Пиопи I
Две медные статуи Пиопи I и его сына Меренра I были найдены английским египтологом Джеймсом Квибеллом в одной из подземных кладовых храма в Иераконополе — древней столице Верхнего Египта. Они, предположительно, изображают эти двух представителей царской семьи, символически «растаптывающих ногами Девять луков», стилизованное представление завоеванных Египтом чужеземных стран. Вместе с этими редкими статуями были найдены статуя фараона Хасехемуи (II династия) и терракотовый львёнок, относящийся к Тинитской эре.
Статуи были разобраны, помещены друг в друга и запечатаны тонким слоем меди с выгравированным именем Пиопи I, «в первый день Юбилея» (праздника Сед). В то время как идентичность изображения более взрослого человека, как фараона Пиопи I не вызывает сомнения, так как доказана надписью. Эта статуя в натуральную величину (1,83 м) изображает стоящего царя с выдвинутой вперёд левой ногой, в левой руке он сжимает длинный посох. Вся его одежда состоит из обычного килта — набедренной повязки, опоясывающей его чресла. Изначально у него на голове была корона, однако в настоящее время она утрачена. Глаза сделаны из обсидиана и белого известняка и вставлены в глазницы.
Идентичность меньшей статуи изображающей юношу остается нерешённой. Самая распространённая гипотеза среди египтологов — то, что спортивным молодым человеком меньшей статуи является его сын Меренра, который был публично объявлен преемником отца по случаю Юбилея. Помещение его медного изображения в изображении его отца как бы отражало непрерывность царской последовательности и переход скипетра фараона от отца к сыну прежде, чем смерть фараона могла вызвать династический раскол.
Однако, существует предложение, что меньшая статуя изображает более юного Пиопи I, возродившего свои силы в ходе празднования церемонии Юбилея.
| VI династия              |                                                                          |                     |
| Предшественник: Усеркара | фараон Египта ок. 2335 — 2285 до н. э. (правил приблизительно 20—50 лет) | Преемник: Меренра I |